# 後壠社
後壠社是道卡斯族後壠五社之一，位在臺灣苗栗縣後龍鎮龍津里的南社和田厝。後龍鎮之名稱乃源自此社。

## 名稱由來
「後壠」一詞之來源主要有三種說法：
1. 道卡斯族社名，原名「雅斯社（Yass）」或「阿蘭社（Auran）」，爾後於清治時期康熙年間入墾的漢人將「阿蘭」之音訛轉為「後壠」並藉以稱其地。
2. 「壠」即指長條狀丘壟之地，而「後壠」即後邊有丘壟之村莊。
3. 「後壠」為當地原住民對漢人之稱呼，又做「凹浪」，以臺語之義即是無用之人。

另外，《清乾隆年間輿圖》對此地有三種稱呼：「後壠社」、「后壠社」、「後壠庄」。而其中的「南社」又稱「南勢社」。

## 歷史

### 清治時期
- 1694年（康熙33年），《台灣府志》已有「後壠社」之記載。《諸羅縣志》亦有記述：「後壠港在後壠社前，港面甚闊，商船到此載脂麻。」
- 1764年（乾隆29年），設立後壠堡。
- 清乾隆年間，後壠社總通事李馬力曾在田厝設立文武社學[1]。

### 日治時期
- 1902年（明治29年），設後壠支廳。
- 1920年（大正9年），改為「後龍」，並成立庄役場[1]。

### 戰後時期
- 1946年（民國35年），改設後龍鄉。
- 1951年（民國40年），改設後龍鎮[1]。